# صامويل أوكوي
صامويل إكوميريكا أوكوي (بالفرنسية: Samuel Ikwumerika Okoye)‏ (ولد في 5 أغسطس 1999 في لاغوس، نيجيريا) لاعب كرة قدم نيجيري يجيد اللعب في مركز الوسط المحوري. يلعب حاليا لصالح أم الحصم البحريني منذ 2023.